# Несен
Несе́н (рос. Несен) — гірська вершина у північно-східній частині Великого Кавказу. Знаходиться на кордоні Росії (півдні Дагестану) та Азербайджану.
"Несен" — це "полудень" з лезгінської.